# 约翰·巴蒂斯特·万哈尔
约翰·巴蒂斯特·万哈尔（德語：Johann Baptist Wanhal，1739年5月12日—1813年8月20日），波西米亚作曲家。
万哈尔出生在波西米亚的一个农民家庭，在家乡接受音乐教育，18岁时就成为家乡的管风琴师和合唱团团长。1760年，伯爵夫人带他来到了维也纳，跟随迪特斯多夫学习。不久之后，他就在音乐界建立起良好的声誉和威望。1769年在他的保护人的赞助下，开始了他为期两年的意大利学习。1760年他又回到了维也纳，他曾和海顿、莫扎特、 迪特斯多夫一起表演弦乐四重奏。1813年8月20日去世。
万哈尔是一位极多产的作曲家，他一生共创作了约1300首作品,包括交响曲、室内乐作品、教堂音乐、歌剧、声乐作品以及写给不同独奏乐器的协奏曲：包括小提琴协奏曲、低音提琴协奏曲。他的作品和大多古典主义时期音乐一样旋律优美，积极向上，融合技巧、灵敏和机智于一体，为世人所接受。